# Aleksa Popović
Aleksa Popović (in montenegrino Алекса Поповић; Danilovgrad, 31 luglio 1987) è un cestista montenegrino.

## Carriera
Con il Montenegro ha disputato due edizioni dei Campionati europei (2013, 2017).

## Palmarès
- Campionato montenegrino: 5

Budućnost: 2010-11, 2011-12, 2012-13, 2013-14, 2014-15
- Coppa del Montenegro: 4

Budućnost: 2011, 2012, 2014, 2015